# Ska de México
El ska de México se refiere al movimiento musical de ese género en el país. Si bien en los años 60 hubo diversas bandas contemporáneas de dicho género que publicaron canciones, fue hasta los años 90 que el género revivió y repuntó en el gusto de las personas en la tercera ola (third wave) de ese ritmo, especialmente jóvenes.

## Historia

### Años 90
En estricto sentido, fue el músico veracruzano Toño Quirazco quien popularizó en 1966 el tema Jamaica ska. Otros artistas como Pili Gaos (Mi novio esquimal), Los Yorsy's y Los Socios del Ritmo publicaron distintos temas en este ritmo, que se encontraba en boga en países como Jamaica, el Reino Unido y Estados Unidos desde los años 50. 
En los años 90, en el contexto de la llamada tercera ola del ska, fue el grupo Maldita vecindad y los hijos del quinto patio quienes iniciarían la popularización en México de distintos temas fusionados con ska así como Tijuana No!, Los de abajo, Inspector, Santísima Trinidad, La Matatena y Los Estrambóticos. En Latinoamérica y lo hispanohablante surgían más bandas de fusión del ska con ritmos locales como Los Auténticos Decadentes y Los Fabulosos Cadillacs en Argentina, Mano Negra en Francia y España y Desorden público y Las palmeras kaníbales en Venezuela.
El espacio donde se articuló el boom del ska fue el Multiforo Cultural Alicia de la Ciudad de México. El primer concierto de ska en ese foro se realizó el 22 de diciembre de 1995 congregando a menos de 100 personas con Los Estrambóticos, La Tremenda Korte y El Parto de La Chole. El género adquiere rápidamente una gran popularidad entre el público de la capital mexicana y la zona metropolitana. Entre los proyectos que entre 1995 y 1996 llegan al foro para realizar conciertos se encuentran Panteón Rococó, Nana Pancha, La Zotehuela, La Matatena, Sekta Core!, La Revuelta Propia, Radio Machete y Salón Victoria. Autoridades gubernamentales dedicadas al ámbito juvenil comienzan la realización de ciclos de conciertos con bandas de ska que comienzan a convocar a más y más audiencia. En julio de 1996 Causa Joven (después Instituto Mexicano de la Juventud) organiza el ciclo EsKarbando literatura para Cuba en la Ciudad de México. Distintas bandas del género comienzan a grabar demos caseros y los distribuyen ellas mismas en conciertos y en sitios como el Tianguis Cultural del Chopo, sitio a donde comienzan a distribuirse propagandas de conciertos de ska. En dicho mercado Pepe Lobo, uno de los vendedores, comienza la grabación de grabaciones bajo el sello discográfico PP Lobo Rekords, proyecto que daría impulso no sólo a la emergencia del ska sino a la de otro género, el rock surf mexicano. PP Lobo Rekords grabó en 1996 los primeros discos de la nueva ola del género: Terrorismo Ksero de Sekta Core!, el disco homónimo de El parto de la Chole, Emulsión de skape de La Matatena, Toloache pa' mi negra de Panteón Rococó, Orden en la korte de La Tremenda Korte, Armada hasta los dientes de Nana Pancha y Perro Gang de Salón Victoria. Igualmente editaría los acoplados Skuela de baile, que agruparían a más bandas del género en varios volúmenes.
Para finales de 1996 el foro se hace insuficiente y tras un "portazo" en la presentación del disco Terrorismo Ksero de Sekta Core!, su personal decidió comenzar la organización de conciertos de ska de mayor tamaño fuera del foro. El primero de ellos, Skalicia Hard Corre por tí, se realizó en el local de costureras de San Antonio Abad el 21 de diciembre de 1996, congregando a miles. El cartel fue Sekta Core!, Los Ezquizitos, Vantroi, Limbo Zamba, AK 47, La Matatena, Los Gatos, La Tremenda Korte, Restos Humanos, Fieles Difuntos, Lucía de Noche, 34D, Protesta, Las Pelucas de Penélope, Brown Society, Radio Machete y El Parto de la Chole. El concierto terminó con un local destrozado y el equipo del Alicia decide no organizar más masivos.
El boom del género continúa comienza la realización de conciertos masivos del género en locales, terrenos baldíos, estadios y deportivos como la Ciudad Deportiva Magdalena Mixhuca y la Ciudad Universitaria de la UNAM y en locales como Circo Volador (Iztacalco), el Centro de Convenciones de Tlatelolco, el Centro de Convenciones y la Arena López Mateos de Tlalnepantla y el Centro Cívico de Ecatepec. La elección de un gobierno democrático en la Ciudad de México en 1997 favoreció a la escena del ska dado que hubo una mayor apertura del gobierno tanto al otorgamiento de permisos como a una organización de conciertos en espacios públicos. Los conciertos reúnen a miles de jóvenes, principalmente.
En 1997 surgen bandas que complementan el movimiento llamado SkaMex, de las cuales podemos mencionar a Tarzan Congo, La Sonora Skandalera, La Cizaña, K-ras Citadinas, Mate, Ginkgo Biloba (todas ellas reunidas en el disco acoplado Skuela de Baile).

### Años 2000
La primera década de los años 2000 el género se consolidó suscitando el interés de sellos discográficos internacionales que graban nuevos discos de bandas como Sekta Core!, quienes publican Morbos Club con Columbia Records, Panteón Rococó lanza con BMG/RCA Records Compañeros musicales y Los de abajo que son firmados por Luaka Bop de David Byrne. Los conciertos masivos alcanzan un punto culmen cuando algunas bandas del género reúnen a más de 100 mil jóvenes en el Zócalo de la Ciudad de México como Maldita Vecindad y Panteón Rococó. El ska mexicano logran colocar hits en la radio y en el mainstream del país y de América Latina como Inspector («Amnesia», «Amargo adiós»), Los Estrambóticos («Camino a ninguna parte») y Panteón Rococó («La dosis perfecta», «La carencia»).
Los conciertos masivos organizados por empresarios independientes o por los mismos grupos disminuyen hacia la década de los años 2010 en tanto la presencia de bandas del género son permanentes en festivales musicales como Vive Latino.

## Estética del ska
Aparejado al género musical, el ska tendría en México una estética propia. La misma se vincularía tanto con el uso de sombreros y trajes del ska original y el rude boy en el Reino Unido, Estados Unidos y Jamaica, como con la o el skato, aficionados al uso de patineta, al grafiti y a los ideales del ska original de los años cincuenta: la igualdad, la tolerancia y el respeto, así como la de los skinheads, como vestimenta obrera. El atuendo del skato incluyó, por tanto, ropa holgada, tirantes, trajes -como forma de protesta contra la explotación de la clase obrera-; el uso de los colores blanco y negro como forma de protesta contra el racismo así como la portación de juguetes infantiles como mochilas y peluches como negación del maltrato infantil y de la rebeldía.
A la par de la vestimenta las bandas de ska asumieron diversas reivindicaciones sociales y políticas en sus letras, asumiendo al ska como una música de protesta. Con su actividad musical muchas de estas bandas de ska apoyarían políticamente al Ejército Zapatista de Liberación Nacional (EZLN) y sus bases de apoyo mediante la realización de conciertos y giras así como la composición de canciones en apoyo al mismo tales como el disco Transgresores de la ley de Tijuana No! y A la izquierda de la tierra de Panteón Rococó, entre otros. Colectivos de bandas de ska y géneros afines como el reggae, el punk y el hardcore participarían activamente en acciones de apoyo al EZLN como el Colectivo La Bola en 1997 el Colectivo Paz, Baile y Resistencia, quienes apoyan la Marcha del color de la tierra del EZLN en 2001 y las acciones en favor de la candidatura independiente de María de Jesús Patricio Marichuy en 2018.